# Aleksandr Petrov (basketballer)
Aleksandr Pavlovitsj Petrov (Russisch: Александр Павлович Петров) (Bakoe, 14 mei 1939 - Moskou, 5 mei 2001) was een basketbalspeler die uitkwam voor het nationale team van de Sovjet-Unie. Kreeg de onderscheiding Meester in de sport van de Sovjet-Unie in 1964 en het Ereteken van de Sovjet-Unie.

## Carrière
Petrov was een twee meter acht lange center. Petrov begon in 1954 bij SKIF Bakoe. In 1956 ging hij naar Dinamo Moskou. Vervolgens ging hij naar Dinamo Tbilisi. Met Tbilisi won hij de FIBA European Champions Cup in 1962. Ze wonnen van Real Madrid uit Spanje met 90-83. In 1962 ging hij naar CSKA Moskou. Petrov won met CSKA de FIBA European Champions Cup in 1963. Ze wonnen van Real Madrid met 2-1 in wedstrijden.
Petrov won twee keer de zilveren medaille voor de Sovjet-Unie op de Olympische Spelen van 1960 en 1964. Petrov won brons op het wereldkampioenschap in 1963. Ook won Petrov vier gouden medailles op de Europese kampioenschappen in 1959, 1961, 1963 en 1965.

## Erelijst
- Landskampioen Sovjet-Unie: 1
  - Winnaar: 1963
  - Derde: 1957, 1958
- FIBA European Champions Cup: 2
  - Winnaar: 1962, 1963
- Olympische Spelen:
  - Zilver: 1960, 1964
- Wereldkampioenschap:
  - Brons: 1963
- Europees kampioenschap: 4
  - Goud: 1959, 1961, 1963, 1965